# Rodolfo de Mattei
Rodolfo de Mattei (Catania, 1º gennaio 1899 – Roma, 19 luglio 1981) è stato uno storico, scrittore e giornalista italiano, docente di storia delle dottrine politiche nell'Università di Roma, collaboratore de Il Giornale d'Italia.

## Biografia
Terzogenito di cinque figli di Eugenio Di Mattei, professore emerito nell'Università di Catania, e di Maria Sciuto Patti, si laureò in giurisprudenza nel 1920, con una tesi in diritto internazionale. Fu allievo di Gaetano Mosca. Nel 1927 conseguì la libera docenza in storia delle dottrine e delle istituzioni politiche. Docente universitario dal 1934, fu nominato socio dell'Accademia dei Lincei nel 1966. Fu anche socio della Real academia de la historia di Madrid e dell'Académie des sciences et lettres di Montpellier, presidente onorario dell'Associazione italiana di scienze politiche e sociali, membro della commissione nazionale italiana dell'UNESCO. Fu insignito della laurea honoris causa dall'Università di Montpellier. È noto sia per divagazioni letterarie sia per opere di dottrina storico-politica, tra cui Il pensiero politico di Scipione Ammirato (1963). È padre dello storico Roberto De Mattei.